# Еллен Генселл
Еллен Генселл (англ. Ellen Hansell; 18 вересня 1869 — 11 травня 1937) — колишня американська тенісистка.
Перемагала на турнірах Великого шолома в одиночному розряді.

## Фінали турнірів Великого шолома

### Одиночний розряд (1–1)
| Результат | Рік  | Турнір                           | Покриття | Суперниця      | Рахунок  |
| --------- | ---- | -------------------------------- | -------- | -------------- | -------- |
| Перемога  | 1887 | Відкритий чемпіонат США з тенісу | Трава    | Лора Найт      | 6–1, 6–0 |
| Поразка   | 1888 | Відкритий чемпіонат США з тенісу | Трава    | Берта Таунсенд | 6–3, 6–5 |